# Flavio Sciolè
Flavio Sciolè (* 6. září 1970, Atri, Itálie) je italský herec, performer, teoretik umění, básník, filmový režisér a dramatik.

## Filmografie
- Ossessione (1996)
- Claustrofobia (1997)
- Giuda (2000)
- Cognizioni di santità (2001)
- Dormitorio-Fausto Delle Chiaie (2001)
- Fugatea (2001)
- Beataction 1 (2001)
- Beataction 2 (2002)
- Delirium (2002)
- Dan Fante An American Writer (2002)
- Kristo 33 (2002)
- Beataction 3 (2002)
- Pilateo (2003)
- Narciso (2003)
- Itagliano (2004)
- Distruzione di una video camera (2004)
- Caligola (2004)
- Atto (2004)
- Papa vero (2004)
- Ipotesi per un delirio (2005)
- Sublimesubliminale (2006)
- Aman4aman (2007)
- Art 4 nothing (2007)
- Matermare (2008)
- Mondo Delirium (2011)

### Herec
- Farina Stamen (2001)
- Hosteria del gatto nero (2003)
- Il sopranista (2004)
- Pianosequenza (2005)
- Scale (2005)
- La scultura (2014)